# Rioja Alta

Regions de la Rioja; la Rioja Alta és a l'esquerra de la imatge, destacada en vermell.

La Rioja Alta és la regió més occidental de la comunitat autònoma de La Rioja (Espanya). La comprenen els municipis situats al costat de les lleres dels rius Tirón, Oja i Najerilla, és a dir, les comarques d'Haro, Santo Domingo de la Calzada, Ezcaray, Nájera i Anguiano. Aquests territoris limiten al nord amb el marge dret del riu Ebre, a l'est per la Serra de Moncalvillo i Serra de Camero Nuevo, al sud amb la Serra de Castejón i els Picos de Urbión on comença la província de Sòria i a l'oest amb la província de Burgos.

## Municipis

### Vall

#### Haro
1. Ábalos
2. Anguciana
3. Briñas
4. Briones (Ventas de Valpierre)
5. Casalarreina
6. Cellorigo
7. Cidamón (Casas Blancas, Madrid de los Trillos)
8. Cihuri
9. Cuzcurrita de Río Tirón
10. Foncea
11. Fonzaleche (Villaseca)
12. Galbárruli (Castilseco)
13. Gimileo
14. Haro
15. Ochánduri
16. Ollauri
17. Rodezno (Cuzcurritilla)
18. Sajazarra
19. San Asensio (Barrio de La Estrella)
20. San Millán de Yécora
21. San Torcuato
22. San Vicente de la Sonsierra (Peciña, Rivas de Tereso)
23. Tirgo
24. Treviana
25. Villalba de Rioja
26. Zarratón

#### Nájera
1. Alesanco
2. Alesón
3. Arenzana de Abajo
4. Arenzana de Arriba
5. Azofra
6. Badarán
7. Bezares
8. Bobadilla
9. Camprovín (Mahave)
10. Cañas
11. Canillas de Río Tuerto
12. Cárdenas
13. Castroviejo
14. Cordovín
15. Hormilla
16. Hormilleja
17. Huércanos
18. Manjarrés
19. Nájera
20. Santa Coloma
21. Torrecilla sobre Alesanco
22. Tricio
23. Uruñuela
24. Villar de Torre
25. Villarejo

#### Santo Domingo de la Calzada
1. Bañares
2. Baños de Rioja
3. Castañares de Rioja
4. Cirueña (Ciriñuela)
5. Corporales (Morales)
6. Grañón
7. Herramélluri (Velasco)
8. Hervías
9. Leiva
10. Manzanares de Rioja (Gallinero de Rioja)
11. Santo Domingo de la Calzada
12. Santurde de Rioja
13. Santurdejo
14. Tormantos
15. Villalobar de Rioja
16. Villarta-Quintana (Quintana, Quintanar de Rioja)

### Sierra

#### Anguiano
1. Anguiano (Las Cuevas)
2. Baños de Río Tobía
3. Berceo
4. Brieva de Cameros
5. Canales de la Sierra
6. Estollo (San Andrés del Valle)
7. Ledesma de la Cogolla
8. Pedroso
9. Mansilla de la Sierra (Tabladas)
10. Matute
11. San Millán de la Cogolla (El Lugar del Río)
12. Tobía
13. Ventrosa
14. Villavelayo
15. Villaverde de Rioja
16. Viniegra de Abajo
17. Viniegra de Arriba

#### Ezcaray
1. Ezcaray (Altuzarra, Ayabarrena, Azárrulla, Cilbarrena, Posadas, San Antón, Turza, Urdanta, Zaldierna)
2. Ojacastro (Amunartia, Arviza o Arviza Barrena, San Asensio de los Cantos, Tondeluna, Ulizarna, Uyarra, Zabárrula)
3. Pazuengos (Villanueva, Ollora)
4. Valgañón (Anguta)
5. Zorraquín